# Ardenna
Genre
Synonymes
- Alphapuffinus Mathews, 1914[2]
- Ardenna Reichenbach, 1853[2]
- Cinathisma Hull, 1916[2]
- Cymotomus W. Macgillivray, 1842[2]
- Hemipuffinus Iredale, 1913[2]
- Nectris Kuhl, 1820[2]
- Neonectris Mathews, 1913[2]
- Paranectris Iredale, 1930[2]
- genre Puffinus Brisson, 1760[2]
- Reinholdia Mathews, 1912[2]
- Rhipornis Billberg, 1828[2]

Ardenna est un genre d'oiseaux de la famille des Procellariidae comptant sept espèces.

## Liste d'espèces
D'après la classification de référence (version 14.1, 2024) de l'Union internationale des ornithologues, il y a 7 espèces du genre Ardenna (ordre phylogénique) :
- Ardenna pacifica (Gmelin, JF, 1789) – Puffin fouquet ;
- Ardenna bulleri (Salvin, 1888) – Puffin de Buller ;
- Ardenna grisea (Gmelin, JF, 1789) – Puffin fuligineux ;
- Ardenna tenuirostris (Temminck, 1836) – Puffin à bec grêle ;
- Ardenna creatopus (Coues, 1864) – Puffin à pieds roses ;
- Ardenna carneipes (Gould, 1844) – Puffin à pieds pâles ;
- Ardenna gravis (O'Reilly, 1818) – Puffin majeur.